# Carl August Ragotzky
Carl August Ragotzky (* ≈ 1766 in Letzlingen in der Altmark; † 5. Januar 1823 in Calbe an der Milde) war ein deutscher evangelischer Geistlicher und Schriftsteller.

## Leben
Carl August Ragotzky war verheiratet mit Friederike Wilhelmine Katharina (geb. Kempen), gemeinsam hatten sie zwei Kinder.
Er studierte Theologie an der Universität Halle und war ab 1800 Prediger in Nahrstedt und wurde 1817 Oberpfarrer und 1822 Superintendent in Calbe an der Milde.
Neben seiner geistlichen Tätigkeit betätigte er sich auch als Schriftsteller und veröffentlichte verschiedene Schriften, unter anderem zur Freimaurerei. Er war auch Mitherausgeber des Köthener Taschenbuch für Freimaurer.

## Mitgliedschaften
Carl August Ragotzky war Mitglied der Freimaurer, Logenbibliothekar und Meister vom Stuhl der 1775 gegründeten Johannisloge Zur goldenen Krone in Stendal.

## Schriften (Auswahl)
- Ueber Mode-Epochen in der Teutschen Lektüre. In: Journal des Luxus und der Moden, Band 7. November 1792. S. 549–558 (Digitalisat).
- Unterhaltungen für denkende Freimaurer. Berlin, 1792 (Digitalisat).
- Über maurerische Freiheit für eingeweihte und uneingeweihte Leser. 1792.
- Haben wir Ursach, über die neuen Religionsanordnungen in den preussischen Staaten zu klagen? 1792.
- Szenen zur angenehmen und nützlichen Unterhaltung. 1793.
- Der Freidenker in der Maurerei, oder freymüthige Briefe über wichtige Gegenstände in der Freimaurerei. 1793.
- Über die Essäer in maurerischer Hinsicht. Berlin, 1793.
- Ritter Poldchen von Ortberg. Stendal, 1797.
- Franz Hell oder die Irrwege. Für Geweihte und Suchende. 2 Bände. 1803.
- Lüny oder die Sehnsucht nach der Heimat – Novelle. 1804.
- Der Eisgang: ein Schauspiel in 2 Akten. 1806 (Digitalisat).[4]